# Villa La Roche
La villa La Roche (Maison La Roche, en francés), diseñada por el arquitecto suizo Le Corbusier, es una de las viviendas más destacadas de la arquitectura moderna. Es uno de los 17 edificios de este arquitecto que han sido catalogados como Patrimonio de la Humanidad.
En los años 1920, este arquitecto desarrolló varios prototipos de casas fundamentadas bajo principios instrumentales y conceptuales que obedecían al carácter que debía tener la espacialidad de la obra. Todo el desarrollo arquitectónico, a través de la experimentación de estos prototipos de casas, culminó en 1930 con una de las obras más célebres conocida como la Villa Savoye.
La villa la Roche da comienzo al interés de Le Corbusier por las investigaciones de otros arquitectos contemporáneos europeos, en cuanto a enfoques vanguardistas y funciones de la vida diaria, fundamentales a la hora de diseñar una vivienda para un cliente definido. En esta obra, "Le Corbusier experimenta el uso de las “reacciones específicas del color” para favorecer la lectura esperada sobre determinadas partes de un edificio".

## Ubicación
La casa La Roche está situada al fondo del callejón del Doctor Blanche en el distrito XVI de París, en un barrio en pleno acondicionamiento en esa época (1923).

## Contexto histórico

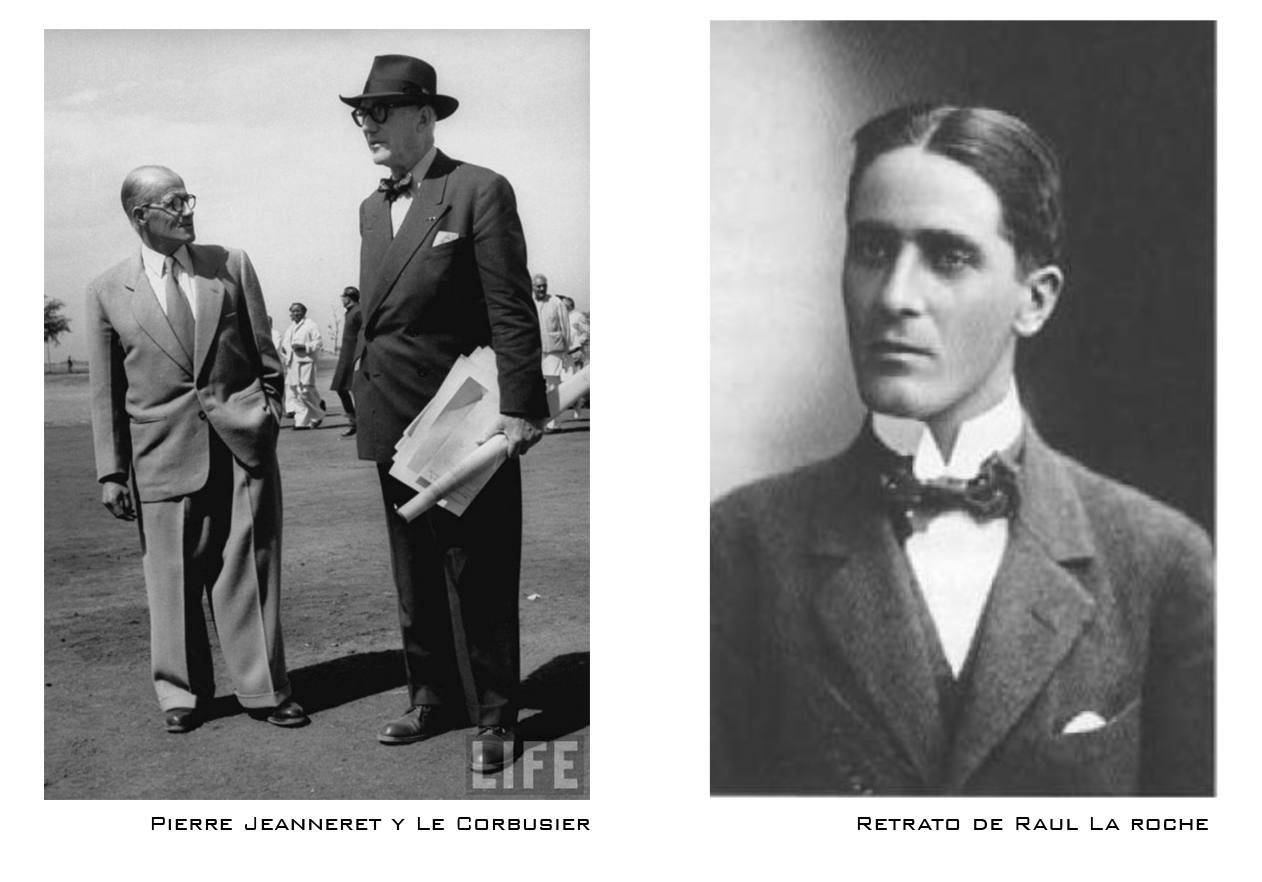
Pierre Jeanneret, Le Corbusier y Raoul La Roche

Raoul Albert La Roche fue una persona bastante reconocida en el mundo del arte que se desarrollaba en Europa en el siglo XX. Originario de Basilea, se traslada a París en 1912 por moticos laborales. Allí conoce a Le Corbusier hacia 1918. La Roche fue un apasionado de la pintura moderna europea, por lo que, de manera inmediata, manifiesta una sensibilidad a la estética purista que se despliega en las telas de Le Corbusier y su amigo Amédée Ozenfant. Al principio Raoul La Roche adquiere sus cuadros y después, siguiendo sus consejos, constituye una colección de obras cubistas y puristas. Es en este momento donde logran afianzar una amistad, que los llevara a la creación de un proyecto que se mantendrá vigente como una de las obras más interesantes de la arquitectura moderna.
A partir de 1921, Raoul La Roche adquiere obras de Picasso, Braque, Fernand Léger, Juan Gris y Jacques Lipchitz. Aunque su colección se enriquece considerablemente, se enfrenta al problema de la colocación de sus cuadros vanguardistas, ya que su apartamento en la calle de Constantine en París no está adaptado para recibir tal colección. En 1922 emprenden un viaje a Venecia y Vicenza con el objetivo de poder estudiar a fondo los nuevos enfoques del arte y la arquitectura que se estaban dando en Europa. En este contexto, Raoul La Roche encomienda a su amigo arquitecto el encargo de una casa-galería que pueda albergar y poner en valor su colección de cuadros, pero también servir como residencia principal.

## Historia

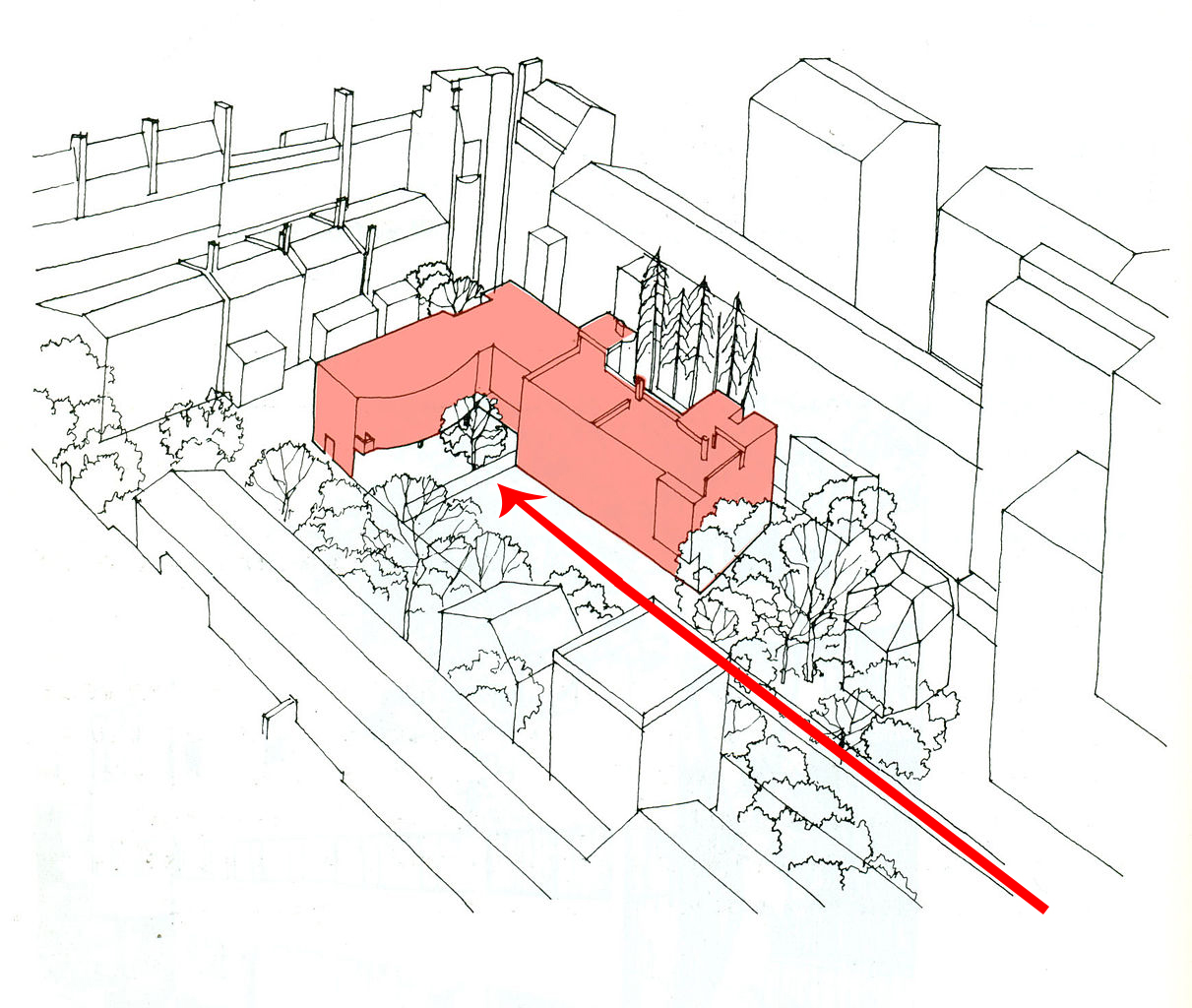
Acceso al edificio.

Diseñada entre 1923 y 1925 por Le Corbusier y Pierre Jeanneret, la casa La Roche consiste en un proyecto arquitectónico singular, ya que unifica bajo un mismo techo una galería de pintura, y a su vez la vivienda de su propietario y coleccionista: Raoul La Roche. La casa La Roche está situada al fondo del callejón del Doctor Blanche en el distrito XVI de París, en un barrio en pleno acondicionamiento en esa época (1923). En esta casa el arquitecto da cabida a la utilización de los nuevos materiales de construcción, como el hormigón armado, el cual permite aplicar aquello que en 1927 denominará como los «Cinco puntos de una nueva arquitectura», como son: la fachada libre, la planta libre, la ventana horizontal, la cubierta-jardín y los pilotis.
Varios prototipos se hicieron antes de la construcción de la vivienda, después de varios intentos, Le Corbusier y Pierre Jeanneret desarrollan un proyecto para dos casas pareadas, con la particularidad de ser un solo conjunto con programas diferentes:
- Una de las casas aloja a una familia con niños y consta de una cantidad de piezas y todos los servicios útiles para articular las necesidades de una familia, concebida para el hermano de Le Corbusier, Albert Jeanneret, su mujer Lotti Rääf y sus dos hijas
- La otra casa está destinada a un soltero propietario con una amplia e importante colección de pintura.

La obra de las dos casas comienza en noviembre de 1923. En marzo de 1925, Raoul La Roche se instala definitivamente, aunque durante ese año continúan ciertos trabajos tales como el amueblamiento, prolongando hasta el mes de noviembre.

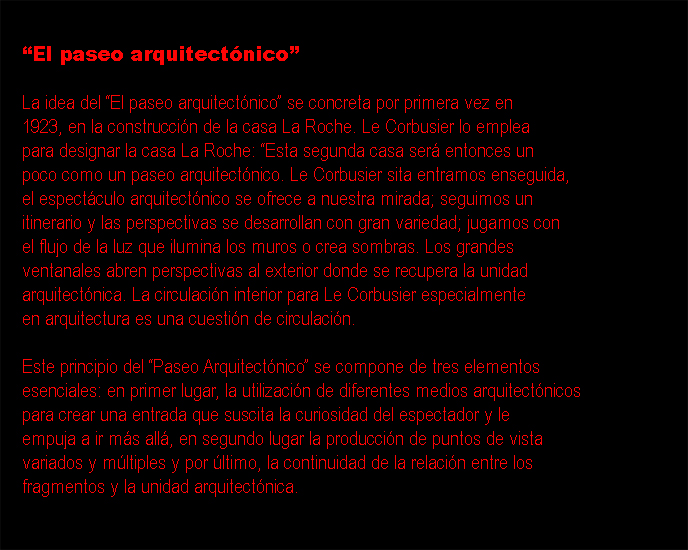
Paseo arquitectónico

## Descripción

### Estilo purista
Entre 1920 y 1930, Le Corbusier se consagra a la construcción de una docena de residencias particulares denominadas villas “Purismo”, en París y sus alrededores. Los clientes se reparten entre artistas (el pintor Amédée Ozenfant, los escultores Miestchaninoff y Lipchitz…), aficionados al arte (Raoul La Roche, los Stein) y burgueses ilustrados de la época (Church, Savoye). Estas casas evolucionan en función de su ejecución.
En 1922, la casa Besnus en Vaucresson y el estudio Ozenfant en París sientan las bases de los “Cinco puntos de una nueva arquitectura”. En 1923, la casa La Roche introduce el tema del “paseo arquitectónico” (promenade architecturale) que encontrará su desenlace formal en la construcción de la Villa Savoye en 1928.
Las casas La Roche y Jeanneret son representativas de las ideas desarrolladas por Le Corbusier en los años 20. Desprovistas de todo ornamento y constituidas por formas geométricas simples, son el fruto de un nuevo lenguaje arquitectónico. Estableciendo una ruptura con las condiciones académicas esteticistas reinantes se inscriben plenamente en el Movimiento Moderno. Estas dos casas contribuyeron a establecer el renombre del arquitecto, al final de estos proyectos recibe sus primeros grandes encargos.

### Estrategia
La ubicación de la vivienda es punto clave en el desarrollo de la estrategia, ya que la plaza del Docteur Blanche es un eje principal exterior que sigue un trazado paralelo al eje de emplazamiento de la casa; Dichos ejes se alimentan de la trayectoria del sol en la parte posterior del terreno, disponiendo las mejores vistas para aprovechar con el tipo de programa que se dispondrá en este lugar.
Le Corbusier desarrolla la estrategia generando relaciones entre el emplazamiento y la forma de la casa basándose en los siguientes puntos: Configuración genérica, separación, contraste, conexión nuclear, retranqueo y límites.
A. Configuración Genérica:
Una organización que es posible desplazar en un terreno tan pequeño y escondido, configura la forma de la casa en L alrededor del fondo del eje de la casa; Como resultado se genera un bloque lineal, paralelo a la plaza, con una ampliación que resulta siendo el remate del mencionado eje.
B. Separación
La configuración de la casa de divide en elementos separados, uno contiene el eje lineal, y el otro se sitúa paralelamente al mismo.
C. Contraste
el potencial del contraste se pone en manifiesto al colocar un volumen mayor a ras de suelo ( con una altura necesaria para acoger el programa), mientras que el menor se levanta para crear una especie de pabellón que permite la prolongación del eje vial; Este pabellón responde a la presencia del eje principal exterior a través de la fachada curva, como también lo logra el pilar cilíndrico que marca dicho eje en la planta baja.
D. Conexión Nuclear
Las dos zonas se conectan mediante un volumen central que configura una sola vivienda en totalidad; La separación entre las dos casas se producen dentro del volumen longitudinal permitiendo la entrada a la casa por el núcleo.
E. Retranqueos
Las escaleras proporcionan la comunicación vertical de todos los niveles alineados al eje de emplazamiento.
En la zona A hay un retranqueo que permite que las ramas superiores del árbol cuelguen sobre un pequeño balcón y colabora a definir la posición de la escalera A.
El volumen longitudinal también presenta un retranqueo generador de una terraza en cubierta orientada al suroeste.
F. límites
En cada composición del volumen se genera un remate; en la casa La Roche se trata de un pequeño balcón y el la Jeanneret de una tribuna; El balcón de la casa La Roche se percibe una sensación final del plano que constituye el pabellón, ya que en cuanto más vacío, se pone en manifiesto el espesor del plano de la fachada.

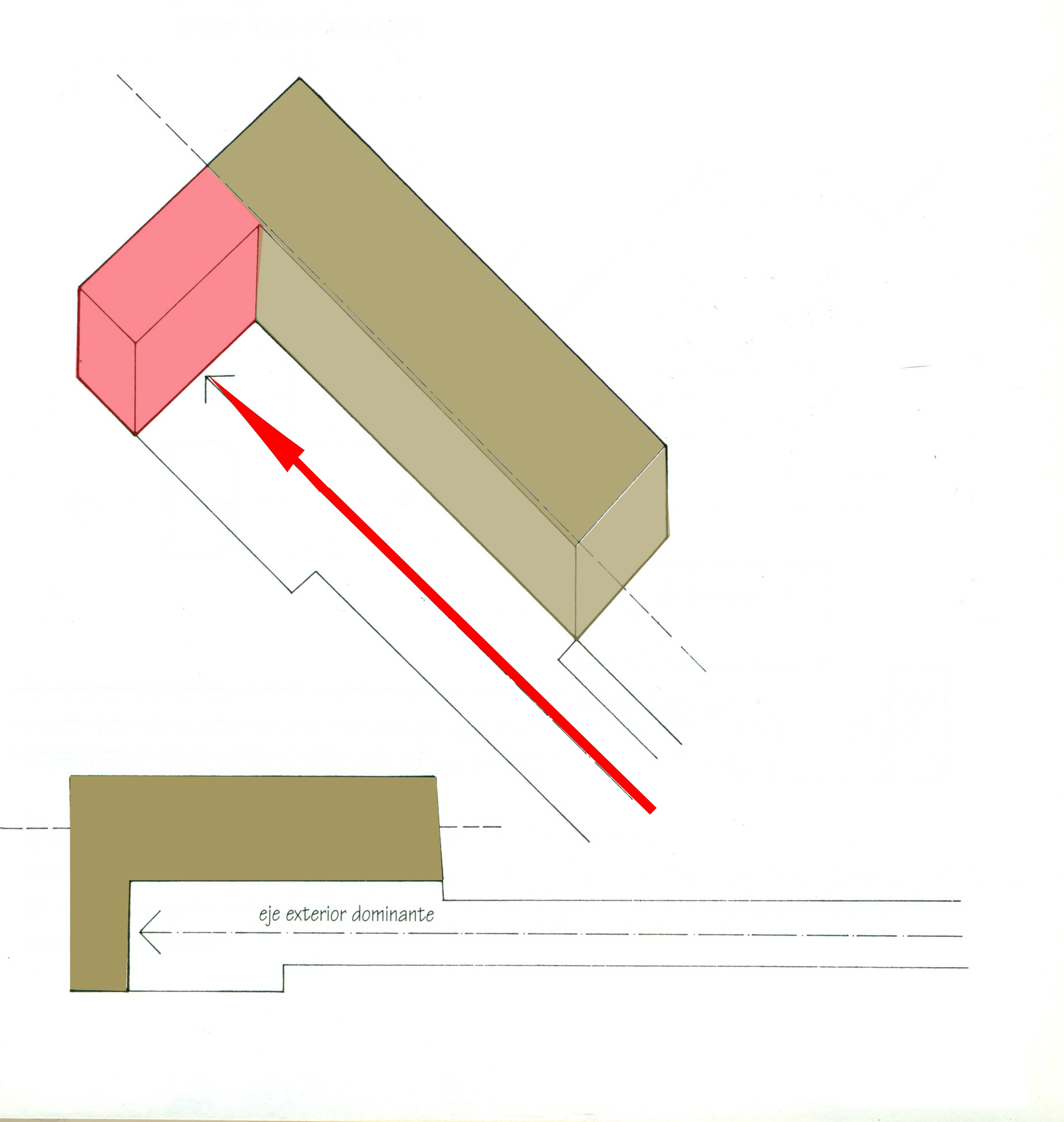
Configuración genérica

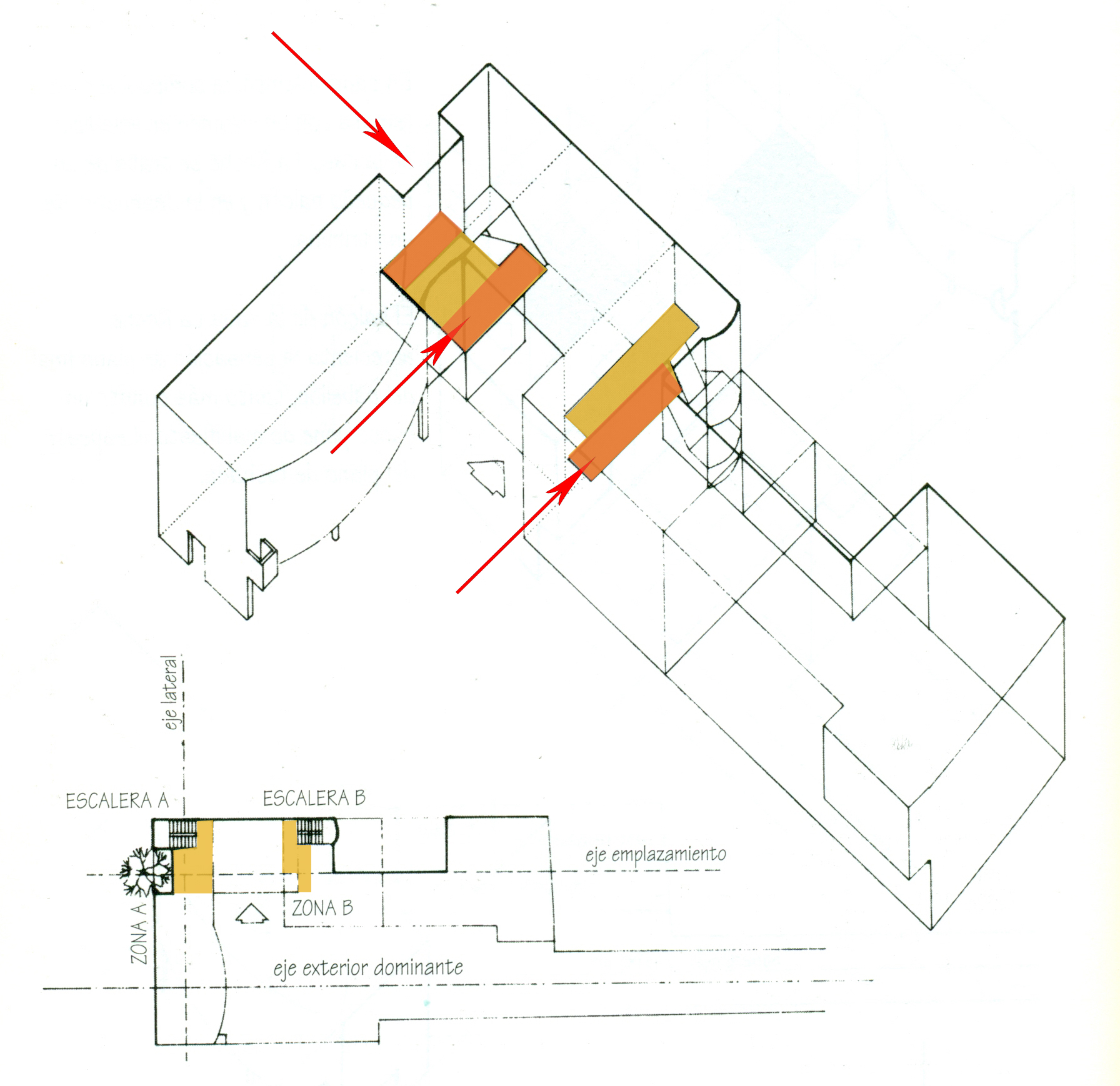
Retranqueos

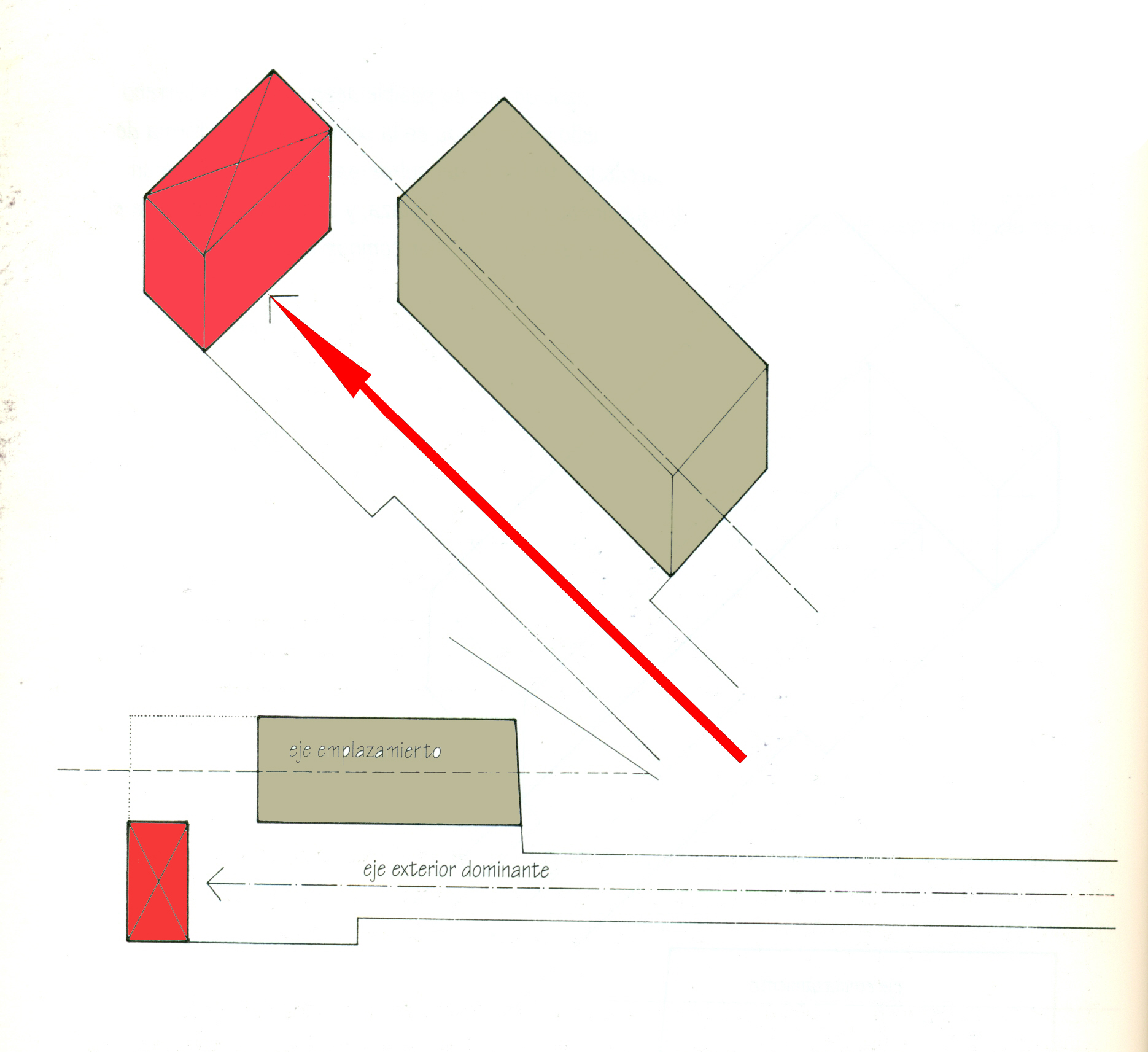
Separación

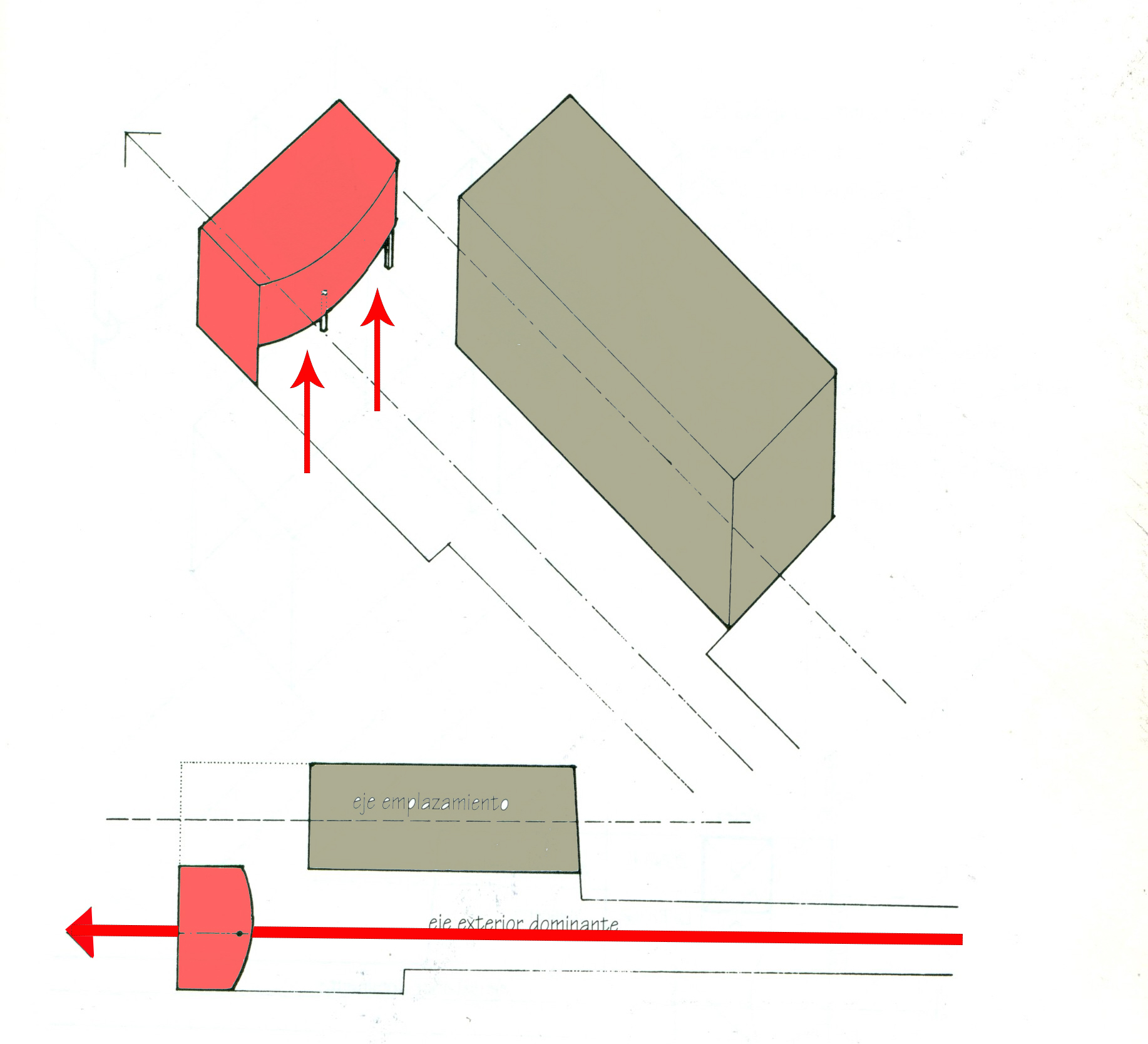
1.Contraste

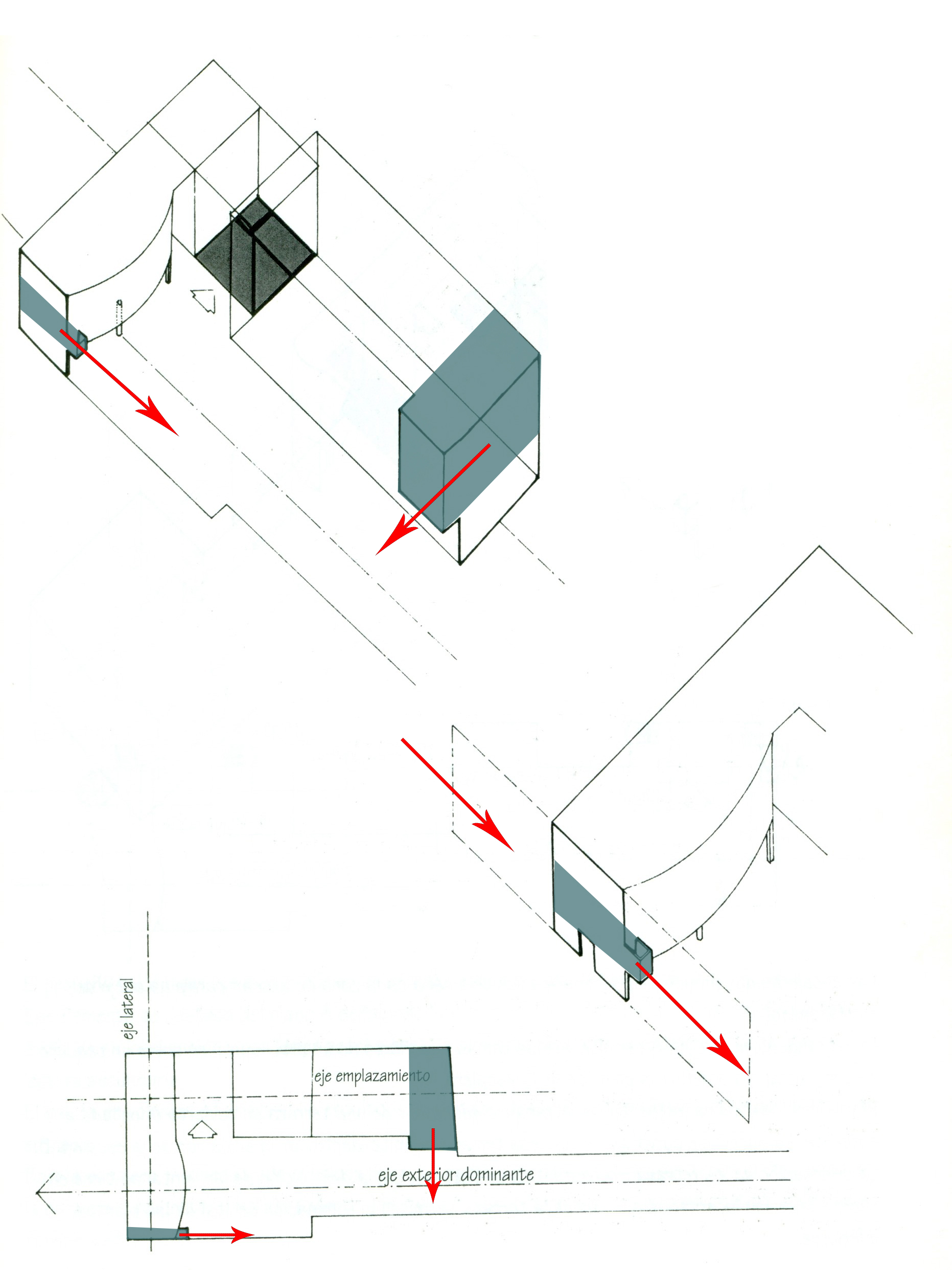
Límites

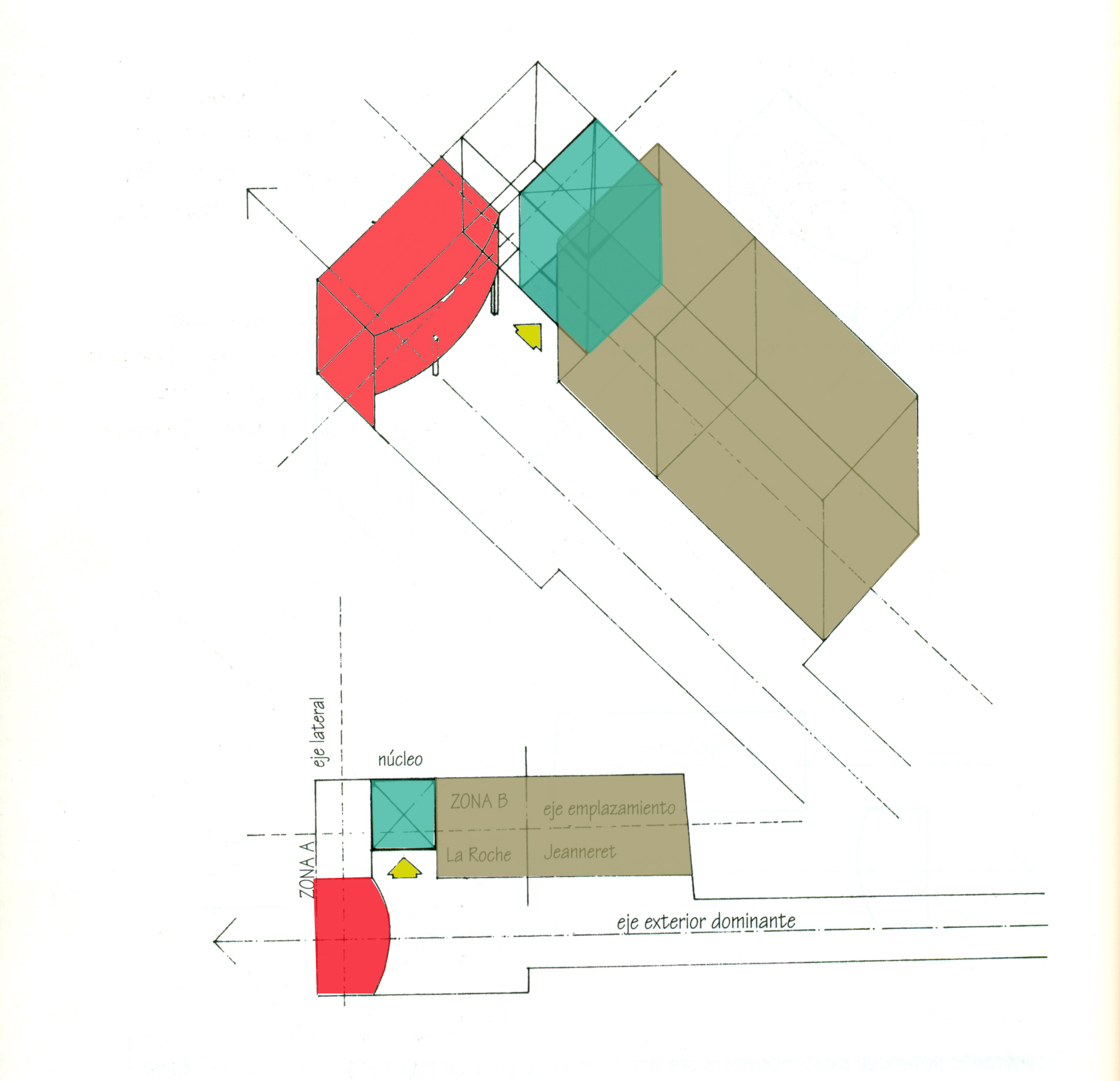
Conexión nuclear

### Los cinco puntos de la arquitectura
Para la realización de la casa La Roche Le Corbusier aplicó los 5 puntos de la arquitectura, descritas cada una con relación a como se desarrolla espacialmente la vivienda.
A. Los pilotes (pilares):
En contraste con el volumen de la galería, los pilotes o pilares de la casa La Roche liberan el espacio del suelo. Este dispositivo arquitectónico ofrece al visitante la posibilidad de circular libremente bajo el edificio. El espacio desocupado permite la creación de un jardín; ya que construyendo sobre los pilotes se recupera la totalidad del terreno cubierto por la edificación.
B. Las ventanas horizontales:
La eliminación de los muros de carga permite disponer sobre las fachadas grandes superficies de vidrio. Las ventanas horizontales reemplazan a aquellas verticales que se venían utilizando hasta ahora. Una línea continua de ventanas enlaza así las dos casas La Roche y Jeanneret, mientras que la galería de cuadros está perforada por dos ventanas horizontales en su parte superior. Así la luz puede penetrar en lo más profundo de la residencia, alcanzando todos los ángulos de cada pieza. Las aberturas tienen también por efecto vincular el exterior y el interior.
C. La planta libre:
Con la construcción tradicional, los muros de carga condicionan la organización interior de cada nivel de la vivienda. A partir de ahora, la utilización del hormigón armado libera la planta, los pisos ya no se superponen mediante las divisiones. Así, es posible disponer las particiones según las necesidades de la distribución interior.
D. La fachada libre:
La casa La Roche, al igual que la casa Jeanneret medianera, se compone de volúmenes de formas geométricas simples con muros perfectamente lisos. El armazón de las dos casas está constituido por pilares y vigas en hormigón armado y un relleno de ladrillo. Los muros no son portantes: “las fachadas no son más que membranas ligeras de muros aislantes o de ventanas.” 5 Este dispositivo arquitectónico de la “fachada libre” se inscribe en el procedimiento constructivo aplicado por Le Corbusier: el sistema Dom-ino.
E. La cubierta-jardín:
Desde 1915, Le Corbusier investiga sobre una nueva forma de cubierta para reemplazar los tradicionales tejados inclinados, donde las medias aguas a lo largo de los muros exteriores se hielan en invierno. Los nuevos medios técnicos que ofrece el hormigón armado permiten la construcción de cubiertas-terrazas con recogida de aguas hacia el interior de la casa. Para mantener un nivel constante de humedad sobre la cubierta-terraza* y evitar así la figuración del hormigón armado, Le Corbusier decide plantar flores, césped y arbustos. La parte sobre la cubierta es la más alejada del ruido de la calle y goza bajo una total exposición a la luz y el aire más puro, Constituyendo un verdadero lugar de descanso. Este jardín suspendido está provisto de una caseta para protegerse en caso de intemperie, así como de plantaciones y losas de cemento.

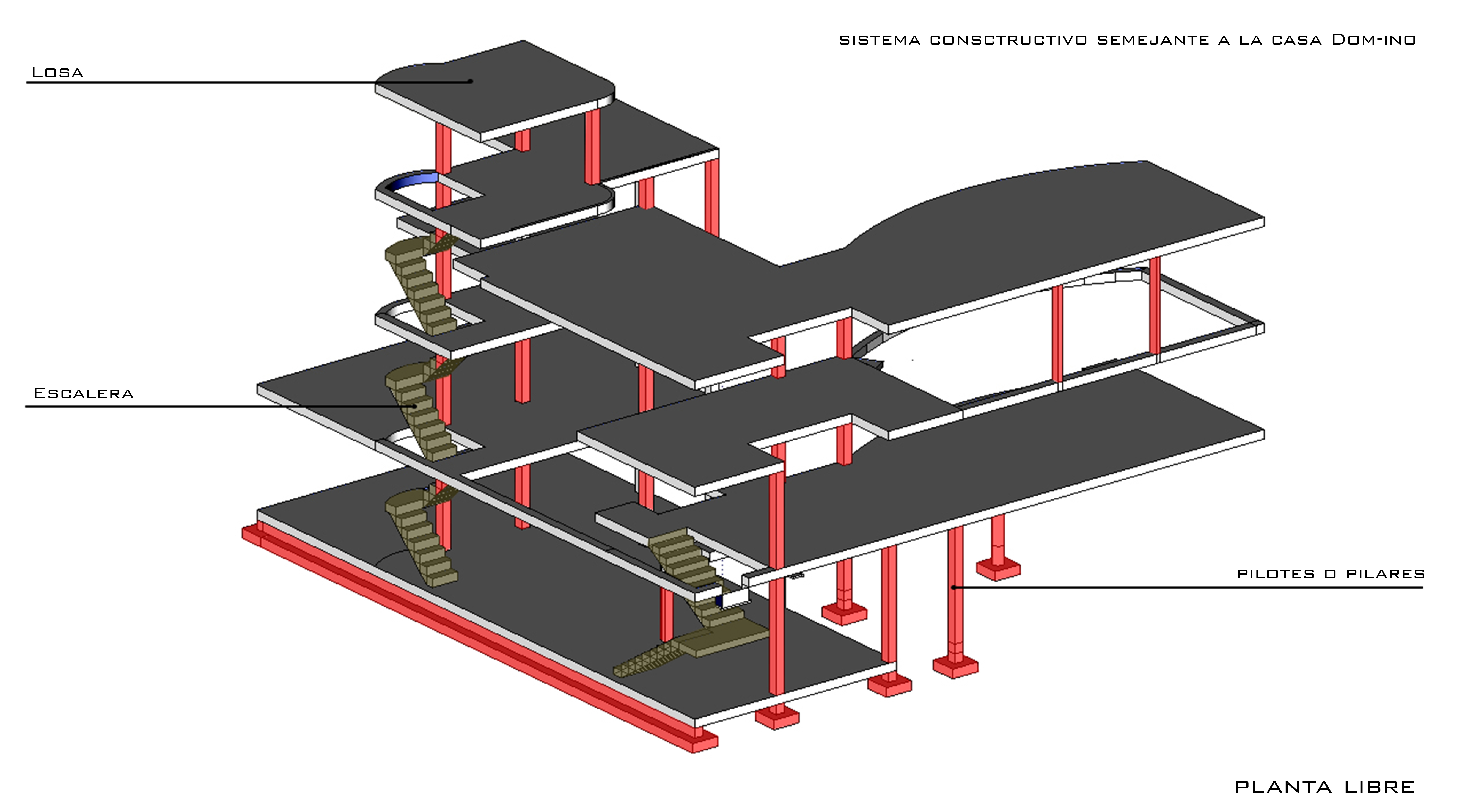
Planta Libre

### Programa y distribución

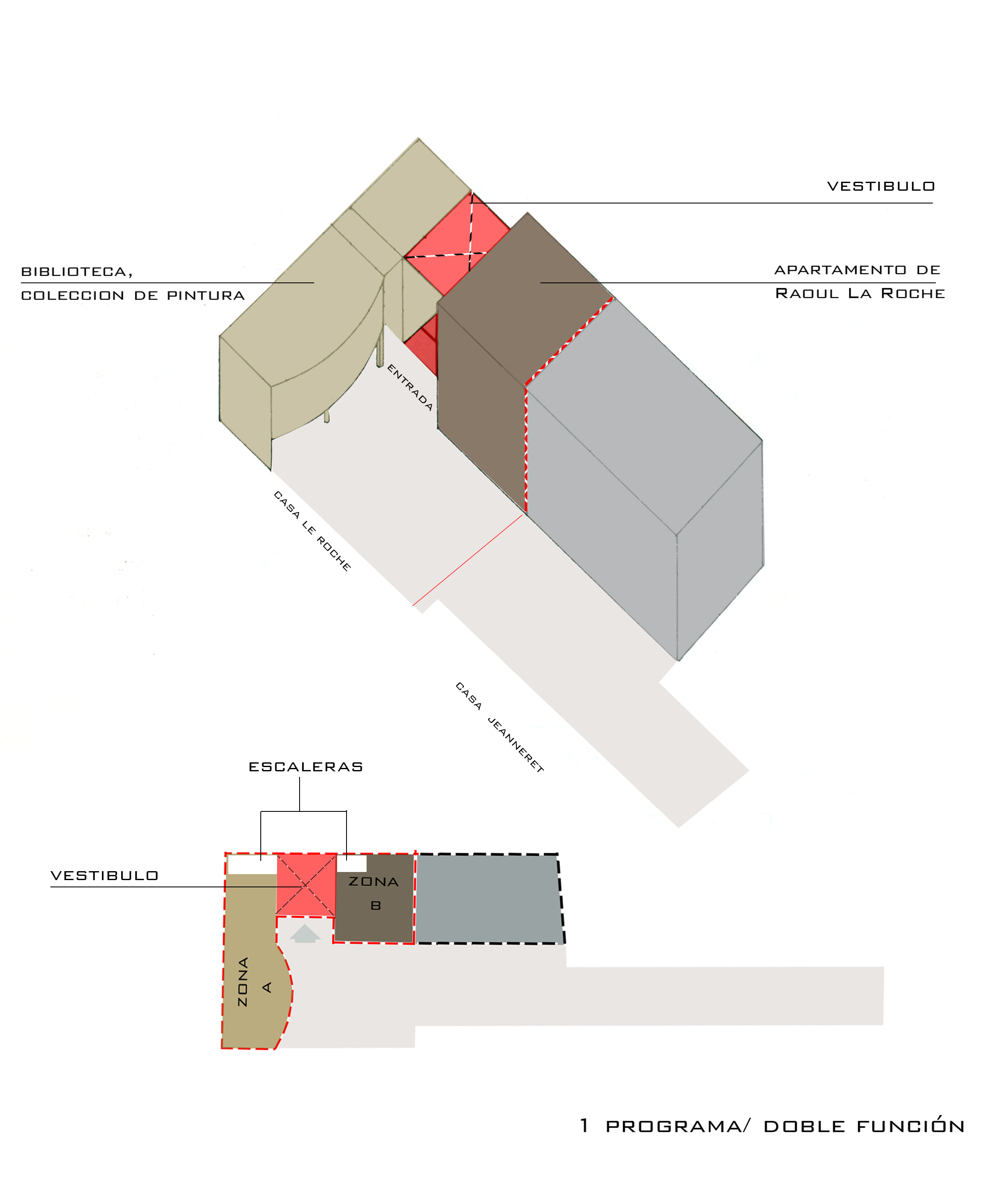
Planta esquemática separando las 2 casa ,1 programa doble función

Para responder al encargo de Raoul La Roche, Le Corbusier y Pierre Jeanneret conciben un proyecto de casa/galería que disocia estas dos funciones. Por un lado: la galería de cuadros y la biblioteca, destinadas a albergar la importante colección de pintura y escultura, al otro: el espacio de vivienda, reservado a las actividades domésticas. El apartamento de Raoul La Roche se dispone alineado con la casa medianera de Jeanneret.
El interior de la casa La Roche se estructura en dos volúmenes, un primer espacio “público” y un segundo privado, comunicados por dos escaleras, cada una a un lado distinto del vestíbulo de entrada. Esta disociación constituye una respuesta original a las necesidades del cliente, a saber, por un lado un espacio de recepción con una galería de cuadros accesible al público, y por otro, una residencia para un soltero. La parte pública, situada a la izquierda del vestíbulo se compone en planta baja de una habitación de invitados, en planta primera de la galería de pinturas y en una segunda planta, de una biblioteca. La parte privada, situada a la derecha, comprende en planta baja un apartamento del guardián y una cocina, en planta primera un comedor y un oficio, en planta segunda la habitación de Raoul La Roche denominada “purista”, precedida de un vestidor, de un baño y por último, el acceso a la cubierta-jardín.
a). El vestíbulo 

Plantas esc 1.100.

Adentrándose bajo la pasarela envuelta en penumbra, el visitante descubre el sorprendente volumen del vestíbulo, bañado bajo la luz. De manera instantánea, su vista es atraída por el voladizo del pequeño balcón, como si estuviera suspendido en el vacío, y gracias a los tres niveles ahora desvelados, busca entonces con la mirada una escalera que le permita acceder a las partes superiores.
Le Corbusier, que no deseaba sobrecargar el espacio central con una ostentosa escalera, elige emplazar dos escaleras retranqueadas a cada lado del vestíbulo. La vista de los diferentes espacios de la vivienda desde la entrada invita a la “El paseo arquitectónico”, un concepto muy apreciado por el arquitecto.
b).El comedor

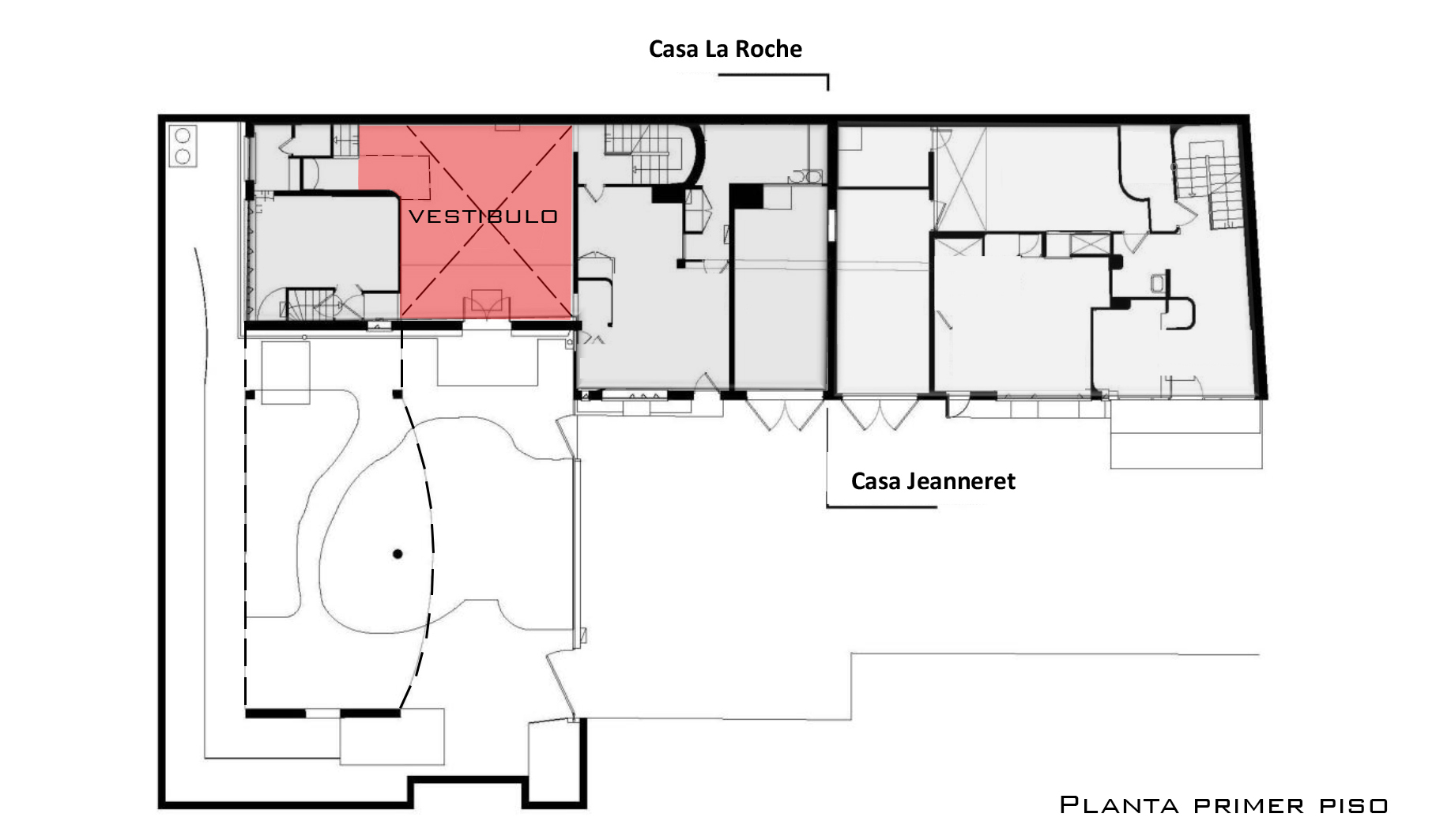
Planta Vestíbulo

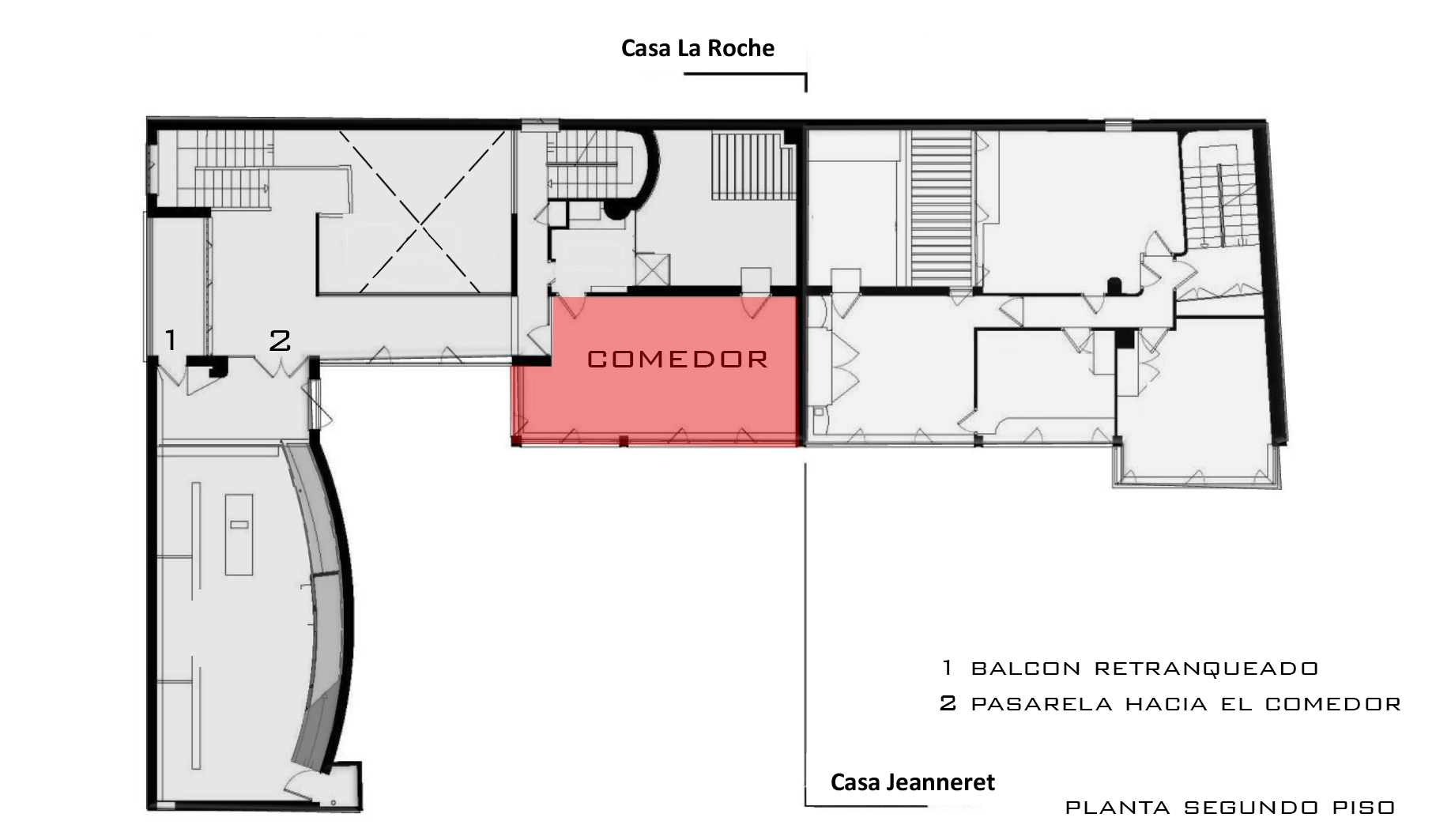
Planta Comedor

Situado en la primera planta del ala privada, el comedor ofrece una espléndida vista al exterior. Las bombillas desnudas suspendidas en el centro de la pieza recuerdan la voluntad de Le Corbusier de suprimir toda ornamentación. Los muros y el techo del comedor están pintados en un tono Siena claro. El mobiliario de esta pieza ha sido reconstruido en la restauración de 2009 según el original.
c).La rampa interior

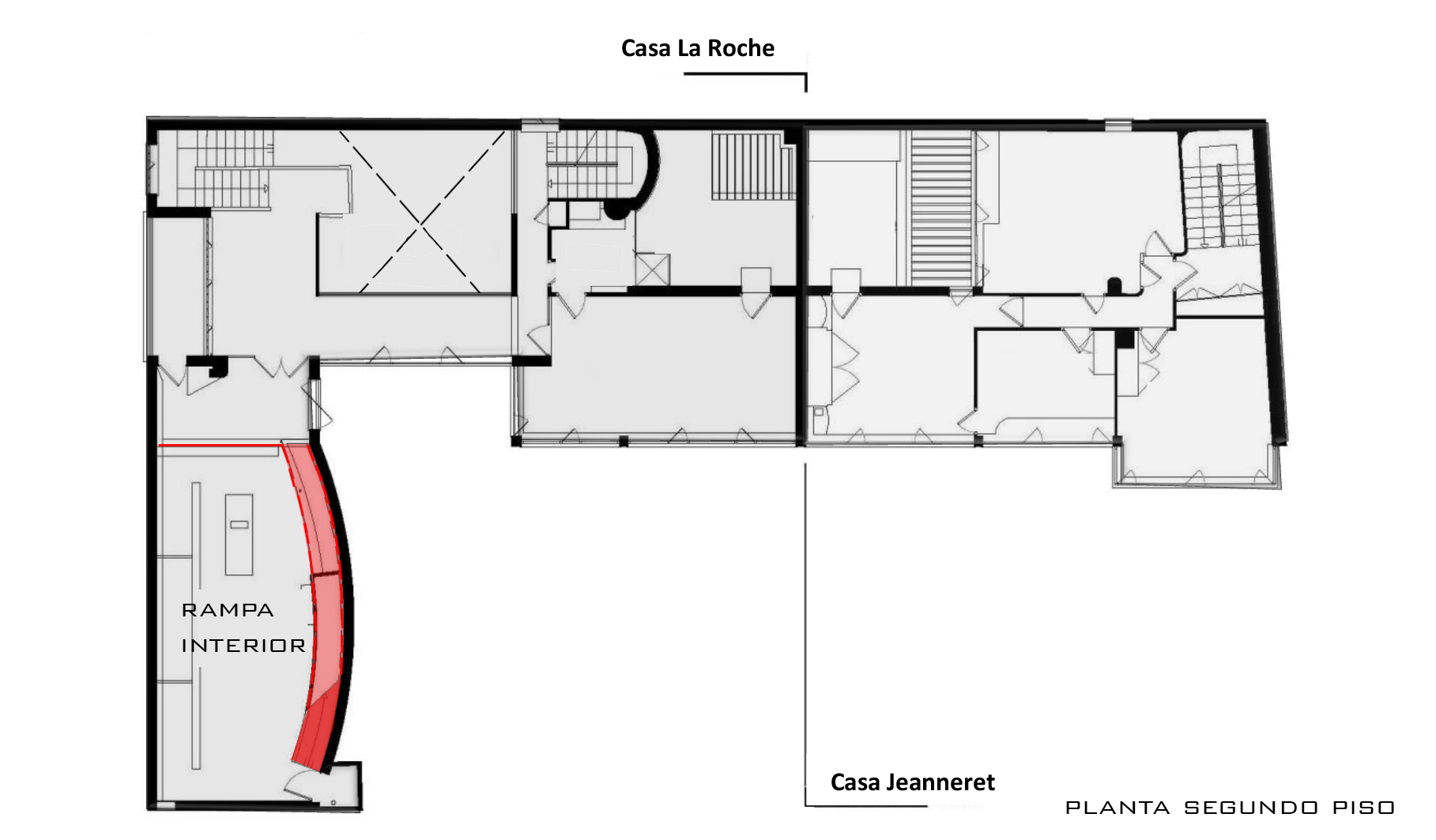
Planta Rampa Interior

El paseo arquitectónico está simbolizado aquí por la rampa interior que une la galería de cuadros con la biblioteca. La rampa es para Le Corbusier el instrumento favorito de comunicación entre dos niveles. Permite visualizar la continuidad del espacio. Este elemento arquitectónico canaliza al visitante y organiza los diferentes puntos de vista que se le ofrecen a su mirada. Le Corbusier sita “ascendemos progresivamente por una rampa, una sensación completamente diferente de aquélla que aporta una escalera formada por peldaños. Una escalera separa una planta de la otra: la rampa las une.”
d).La galería de cuadros

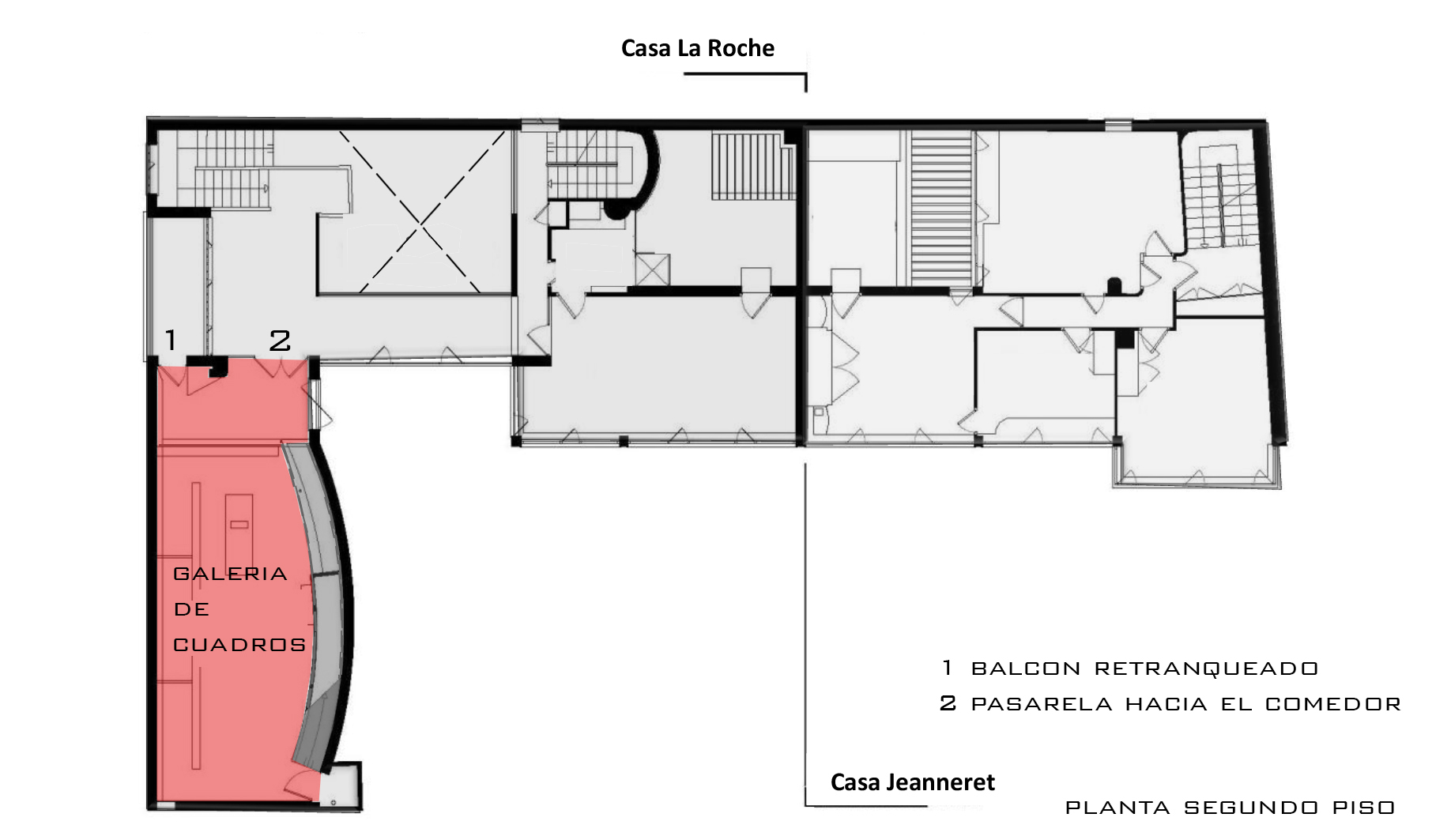
Planta de la Galería de Cuadros

La atmósfera que se desprende de la galería de pinturas contrasta radicalmente con la del vestíbulo. Si esta última se alza en vertical sobre los tres niveles, la galería se dilata en toda su longitud.
El movimiento sugerido por las molduras a la derecha y la rampa curva a la izquierda le aportan otro dinamismo. La rampa es una invitación a continuar el paseo arquitectónico. Ofrece al espectador nuevas perspectivas. La luz de la galería varía según la hora del día gracias a dos grandes ventanales horizontales que dominan las fachadas. A la inversa de la monocromo del vestíbulo, grandes superficies de colores (ocre oscuro, azul claro, gris claro y ocre vivo) identifican los diferentes elementos y estructuran los volúmenes.

### Transformación posterior
En un incidente producido en la galería, dos radiadores se rompen por el efecto del frío, Raoul La Roche emprende una importante campaña de restauración. En 1928, Le Corbusier y la arquitecta de interiores Charlotte Perriand, van a realizar diversas transformaciones en la galería de pintura. El sistema de iluminación se reinventa y se mejora añadiendo una luminaria brise-soleil (rompe-luz) al lado Este para proteger los cuadros de la luz directa. El parqué se recubre con caucho de color rosa y baldosas casi negras. En respuesta al problema de la acústica, una parte del cerramiento bajo la rampa se sustituye por un mueble en su parte inferior. Una mesa con un sobre de mármol se fija al suelo con un pie de tubos de acero con forma de V. Finalmente, en 1936, se disponen paneles de “isorel” en los muros y en el techo para reforzar la aislación térmica. A pesar de estos numerosos problemas, Raoul La Roche permanecerá como un cliente transigente y paciente, y su amistad sempiterna.
e).La biblioteca

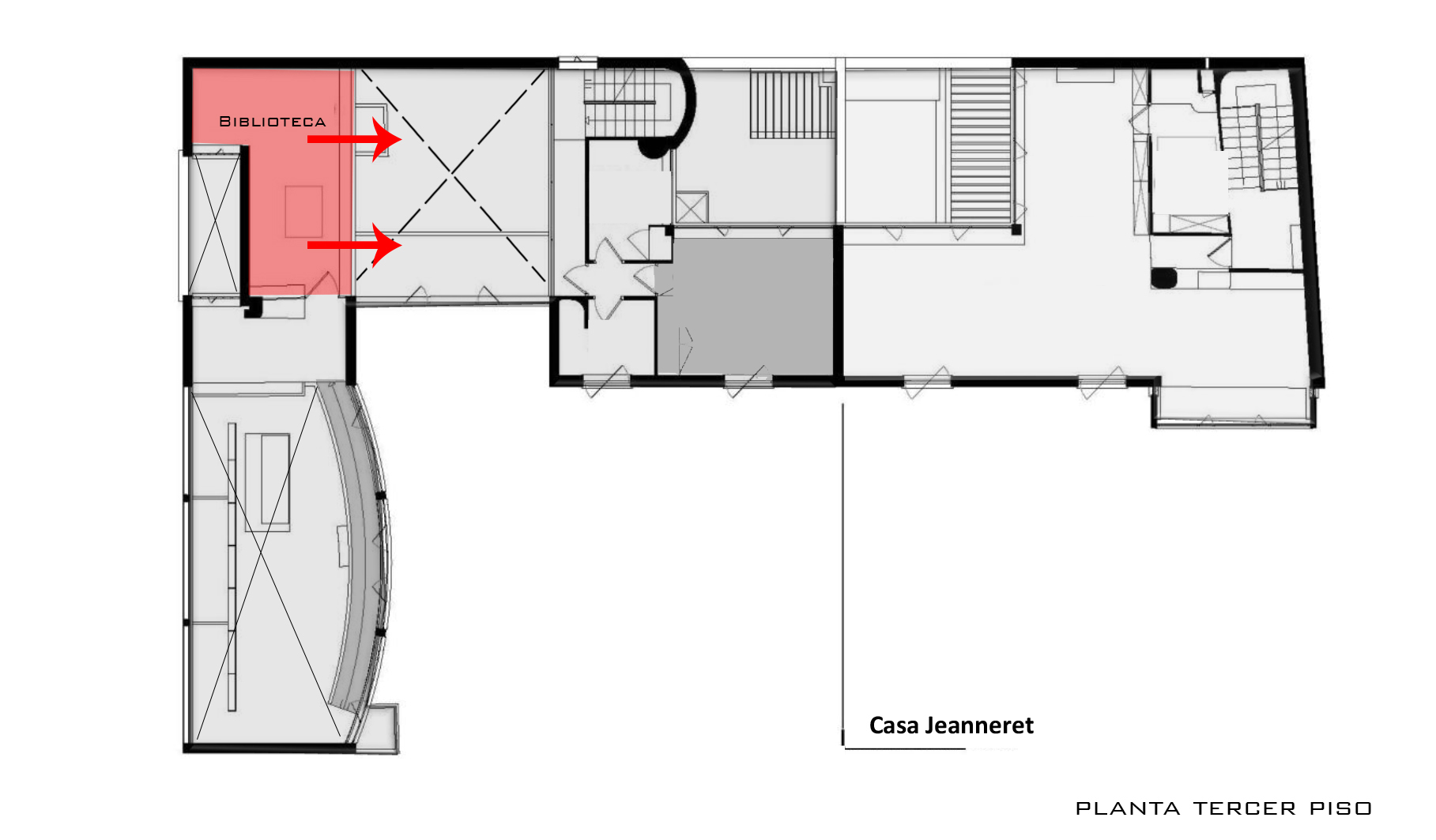
Biblioteca

Lugar de estudio y contemplación, está situada en el último nivel de la casa. A continuación de la rampa, la biblioteca es un espacio retirado que domina el enorme vacío del vestíbulo, teniendo una vista privilegiada de los 3 niveles. Una doble exposición proporciona una iluminación natural propicia a la lectura, por un lado el tragaluz que está situado al centro de la biblioteca y el mismo vestíbulo, el cual ilumina los 3 niveles. Por último una estantería en hormigón destinada a albergar los libros de arte constituye la barandilla.

### Primer ensayo de policromía
Por primera vez en la casa La Roche, Le Corbusier experimenta de manera sistemática con la utilización del color. El uso de la policromía, entre su actividad de pintor y su trabajo de arquitecto. Cada tinte se emplea por sus cualidades propias con el fin de disimular o magnificar los volúmenes. En el interior, los primeros ensayos de policromía, basados sobre la reacciones específicas de los colores, permiten el camuflaje arquitectónico, es decir, la afirmación de ciertos volúmenes o por el contrario, su anulación.
Le Corbusier cita: El interior de la casa debe de ser blanco pero para que ese blanco se aprecie, hace falta una policromía bien regulada: los muros en penumbra serán azules, aquéllos bajo la luz serán rojos; hemos hecho desaparecer un volumen construido pintándolo de ocre natural puro y así sucesivamente. El color viene a teatralizar elementos u objetos tales como la chimenea o la rampa interior, revelando nuevas relaciones. El color Siena natural pálido del vestíbulo forma una continuidad con las fachadas exteriores, estableciendo un pasaje progresivo entre el exterior y el interior. En la galería de pinturas por el contrario, el ocre cede su lugar a una paleta de colores: tierra oscura, azul claro, gris claro y ocre vivo. La policromía aplicada ofrece una nueva percepción del espacio y da ritmo a al Paseo Arquitectónico.
Las tres gamas de colores definidas por Le Corbusier “fuerte, dinámica y de transición” son el fruto de sus investigaciones teóricas puristas. Traduciendo un nuevo interés de Le Corbusier, este primer ensayo de policromía arquitectónica será desarrollado después en las construcciones del arquitecto, aplicándose por igual en el exterior, sobre las fachadas.

### Mobiliario
El mobiliario presente en la casa ha sido concebido o seleccionado por Le Corbusier. En su mayor parte, el almacenaje está constituido por elementos encastrados. Algunos muebles vienen a completar estos espacios funcionales: silla Thonet, sillones Maple, mesas La Roche diseñadas por Le Corbusier, alfombras bereberes, mobiliario de jardín. Algunos de ellos se han incorporado a posteriormente, notablemente el sillón con respaldo basculante de 1930 (creación de Le Corbusier, Pierre Jeanneret y Charlotte Perriand) y el sillón Grand Confort modelo pequeño. El interés que Le Corbusier aporta al amoblado de la vivienda será una constante en sus investigaciones posteriores.

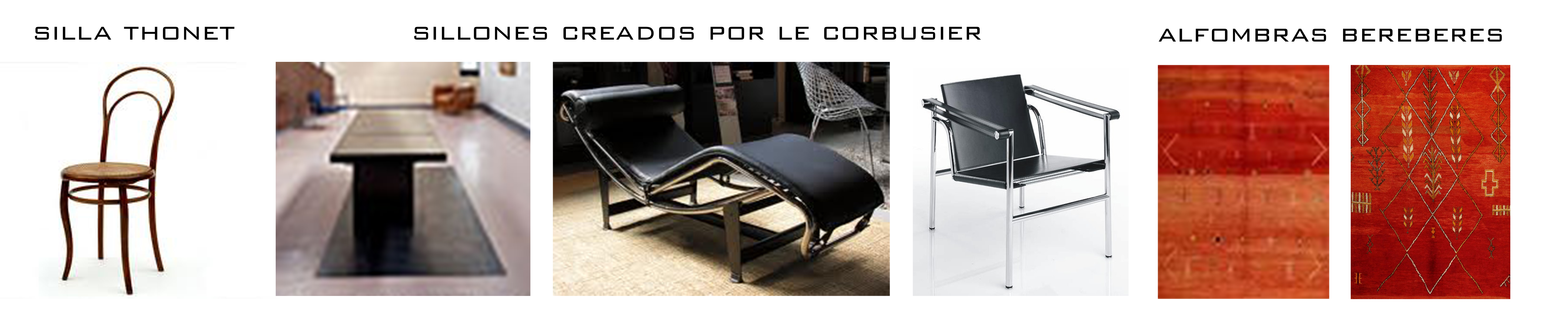
El Mobiliario